# ATR 72
Die ATR 72 ist ein vom französisch-italienischen Konsortium Avions de Transport Régional hergestelltes Turboprop-Regionalverkehrsflugzeug für Fracht- und Passagierdienste auf Kurzstrecken. Sie wurde aus der kürzeren ATR 42 entwickelt. Der Schulterdecker wird zivil und militärisch genutzt.

## Geschichte

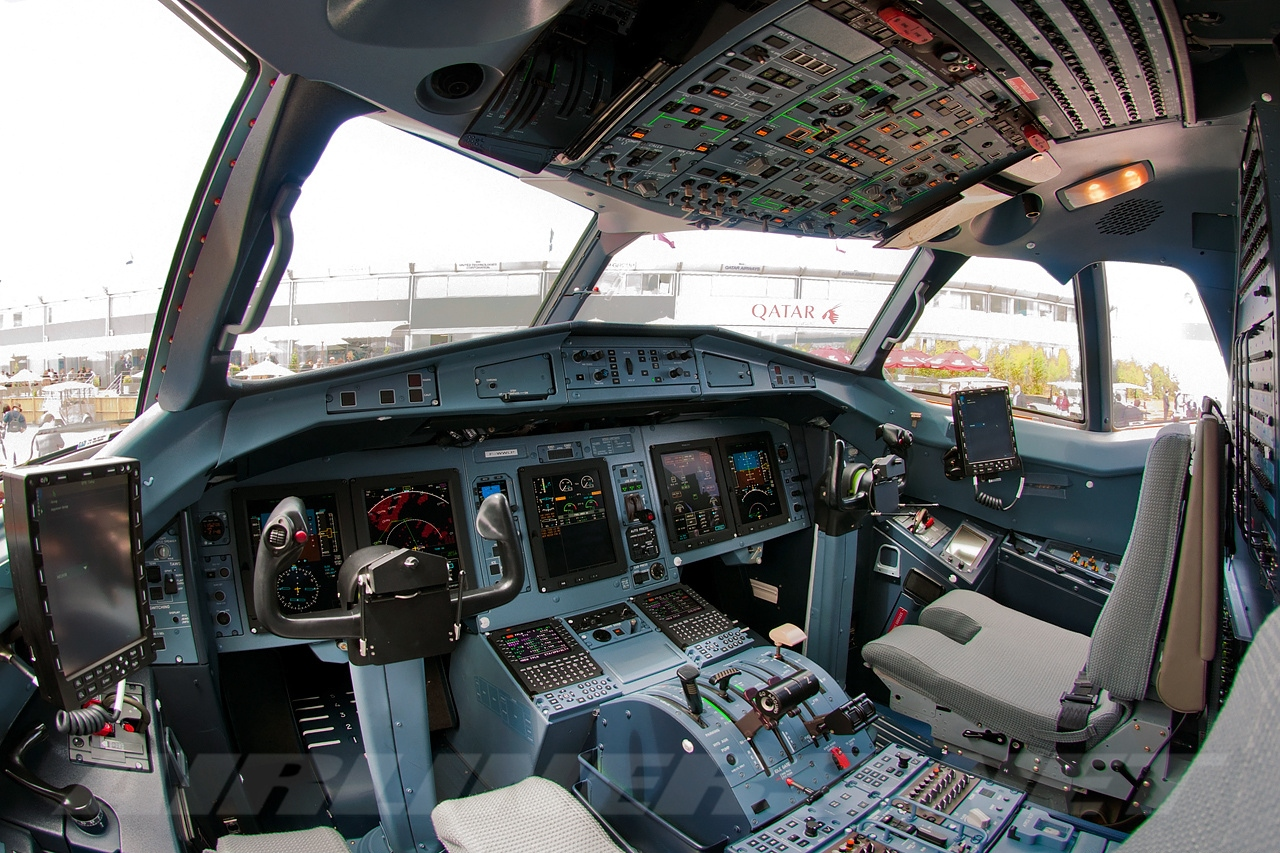
Cockpit einer ATR 72-600 der Royal Air Maroc Express

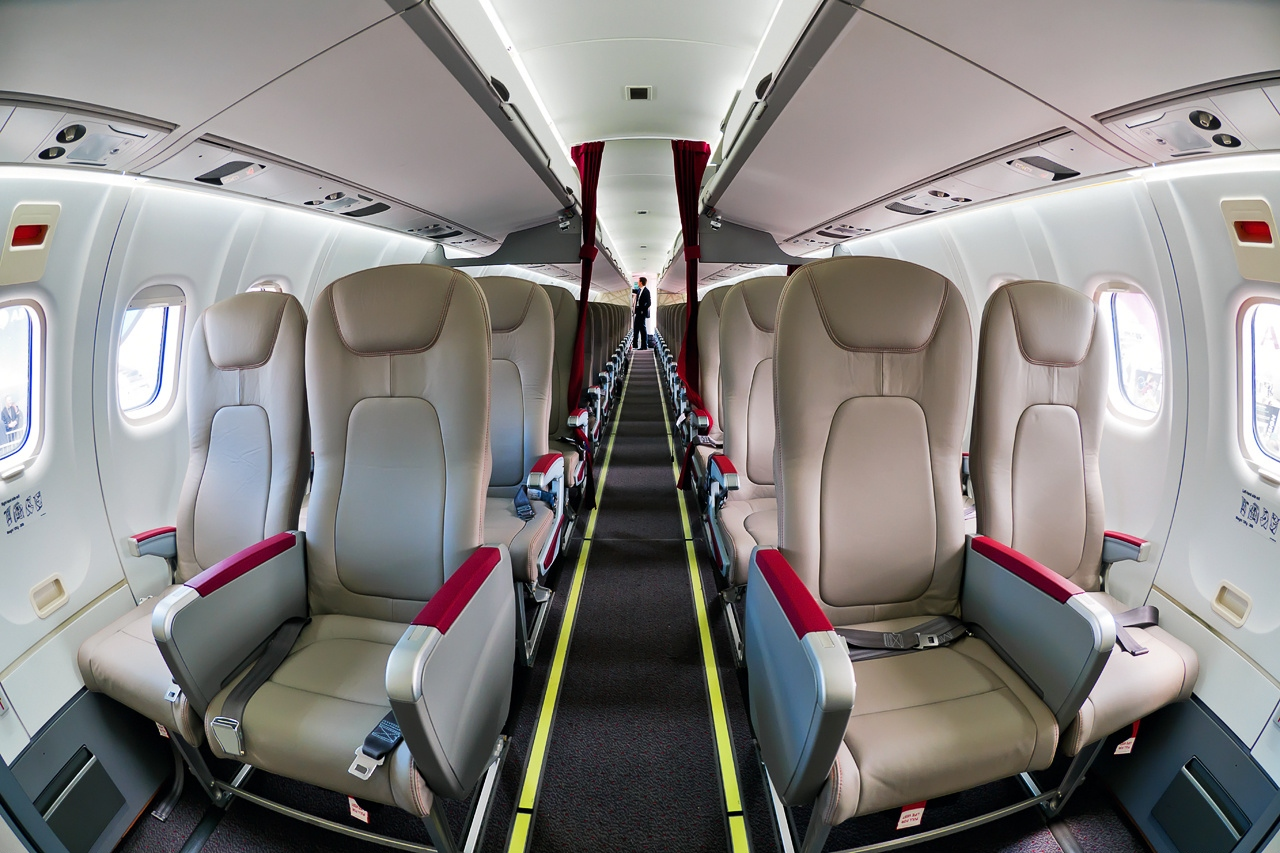
Innenraum einer ATR 72

Auf der Pariser Luftfahrtschau 1985 kündigte ATR den neuen Typ ATR 72 an. Die verlängerte Variante des Grundtyps für 74 Passagiere wurde am 15. Januar 1986 offiziell vorgestellt. Die drei Vorserienmuster flogen erstmals am 27. Oktober, am 20. Dezember 1988 und im April 1989.
Im Jahr 1989 kamen die Ursprungsversion ATR 72-100 und als Variante mit erhöhter Startmasse die ATR 72-200 auf den Markt. Die finnische Karair erhielt ab 27. Oktober 1989 diese Version. Im Jahr 1992 folgte die ATR 72-210 mit stärkeren Triebwerken. Die US-amerikanische Simmons Airlines erhielt kurz nach der Zulassung die ATR 72-210.
Die 1997 erstmals geflogene ATR 72-500 verfügte ebenfalls über diese Triebwerke, bot jedoch außerdem das verbesserte Kabineninterieur der ATR 42-500 und eine erhöhte Startmasse MTOW. Größter Konkurrent ist die De Havilland DHC-8-Serie.
Die neueste Version wird unter der Bezeichnung ATR 72-600 verkauft. Die Bodenerprobung des ersten Vorserienflugzeuges dieses Typs begann am 18. Dezember 2008. Sie erhielt vor allem technologische Neuerungen wie neue Triebwerke vom Typ Pratt & Whitney PW127M mit besseren „Hot and High“-Leistungen, eine neue Avionik-Ausstattung (Glascockpit von Thales mit fünf 15 × 20-cm-LCD-Bildschirmen und Electronic Flight Bag) und neue Kabinenbeleuchtung mittels Leuchtdioden. Darüber hinaus wurde das maximale Abfluggewicht wie auch das maximale Gewicht ohne Treibstoff um 300 kg gegenüber der ATR 72-500 erhöht.
Das erste Exemplar der 600er-Serie hatte am 24. Juli 2009 in Toulouse-Blagnac seinen Erstflug, wurde am 1. Juni 2011 zugelassen und am 19. August 2011 an die Royal Air Maroc ausgeliefert.
Bis Oktober 2022 wurden bereits 1164 Exemplare der ATR 72 ausgeliefert. Von der kleineren Schwester, der ATR 42, wurden bis dahin 496 Exemplare ausgeliefert. Damit ist der größere Typ erfolgreicher als die ursprüngliche ATR 42, für die in den letzten Jahren kaum neue Bestellungen eintrafen. Bis August 2015 wurden 779 Maschinen bestellt. Ende Oktober 2018 wurde die 1500. ATR, eine ATR 72-600, an Japan Air Commuter geliefert.

## Konstruktion

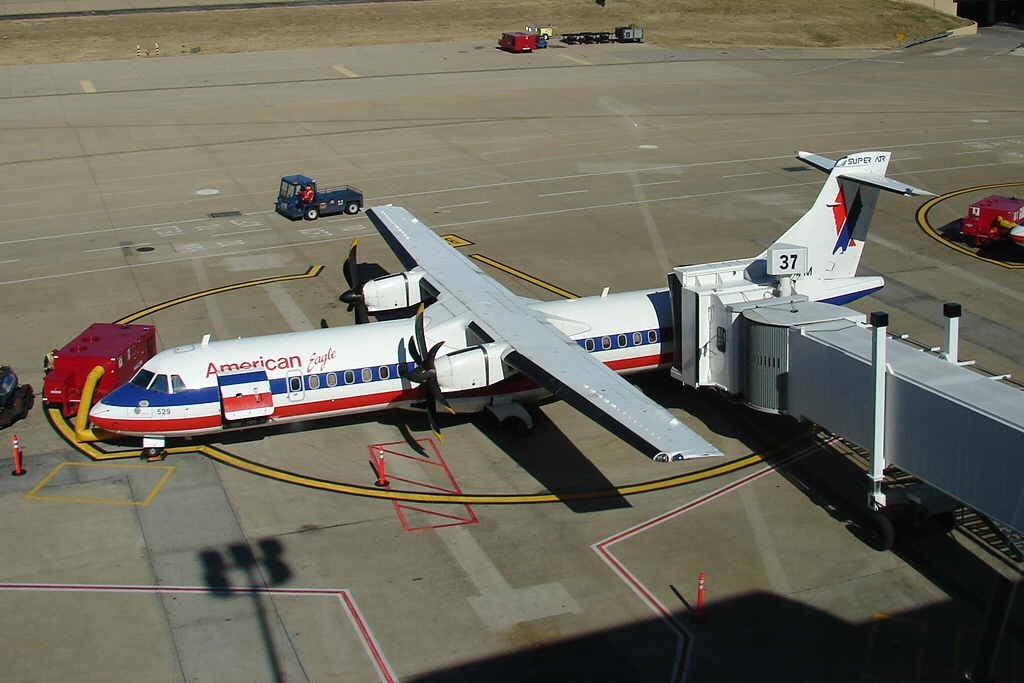
Eine ATR 72 mit angelegter Fluggastbrücke

Die ATR 72 ist die um 4,5 m gestreckte Version der ATR 42. Wie diese ist sie mit zwei Turboprop-Triebwerken ausgestattet. Neben dem verlängerten Fluggastraum wurden auch die Tragflächen vergrößert. Da sich in den Tragflächen die Tanks des Flugzeugs befinden, hat die ATR 72 auch einen größeren Tank und damit eine höhere Reichweite. Ein Hilfstriebwerk ist standardmäßig nicht vorhanden, stattdessen kann die Propellerwelle des rechten Triebwerks (Zweiwellen-Turboprop Triebwerk) gebremst und somit stillgelegt werden, während das eigentliche Kerntriebwerk weiterläuft. Der Passagierein- und -ausstieg erfolgt über eine Tür im hinteren Kabinenbereich, der Gepäckladeraum befindet sich im Gegensatz zu vergleichbaren Flugzeugmustern vorne. Durch ihr geringes Gewicht und die Länge hinter dem Hauptfahrwerk neigt die ATR 72 dazu, dass beim gesammelten Nach-Hinten-Laufen der Fluggäste die Maschine nach hinten kippen könnte. Deshalb wird am Boden routinemäßig eine kurze Stütze unter dem Heck angebracht, die dieses auffängt.

## Militärische Version
Von der ATR 72-500 wurde eine militärische Seeaufklärer- und U-Jagd-Variante mit der Bezeichnung ATR 72 ASW entwickelt. Sie kann mit Seezielflugkörpern und Torpedos bestückt werden und verfügt über verschiedene elektronische Ortungs- und Aufklärungssensoren. Der unbewaffnete Seeaufklärer trägt die Bezeichnung ATR 72 MPA.
 Italien
Aeronautica Militare 4 ATR 72-500 ASW; die italienische Luftwaffe beschafft mit Zulauf ab 2016 vier Exemplare mit der italienischen Bezeichnung P-72A.
 Malaysia
Malaysische Luftstreitkräfte: 2 ATR 72MP (ATR 72-600 MPA), Bestellung 2023
 Pakistan
Pakistanische Marine: 2 ATR 72-500 MPA, Einrüstung eines Aerodata Missions-Management System durch Rheinland Air Service, Zulauf seit 2018
 Philippinen
Philippinische Luftstreitkräfte: 2 ATR 72-600 LRPA (Long Range Patrol Aircraft), Bestellung 2023 bei Elbit mit einem Missions- und Sensorpaket des israelischen Herstellers, Auslieferung 2025
 Türkei
Türkische Marine: 10 ATR 72-500 ASW; zehn Flugzeuge wurden von der türkischen Marine beschafft.

## Zwischenfälle
Vom Erstflug 1988 bis August 2024 kam es zu insgesamt 40 Totalverlusten der ATR 72. Bei 13 tödlichen Unfällen kamen 531 Menschen ums Leben: Auszüge:
- Am 31. Oktober 1994 stürzte eine ATR 72-200 der Fluggesellschaft American Eagle Airlines (Luftfahrzeugkennzeichen N401AM) nahe Roselawn (Indiana, Vereinigte Staaten) ab, vermutlich durch Vereisung der Tragflächen. Der Flug wurde durchgeführt von Simmons Airlines. Keine der 68 Personen an Bord überlebte den Absturz. Der Unfall war der bisher (Juli 2023) zweitschwerste Unfall mit einer ATR 72. (siehe auch American-Eagle-Flug 4184).[9]

- Am 30. Januar 1995 wurde eine von den Penghu-Inseln kommende ATR 72-200 der taiwanischen TransAsia Airways (B-22717) bei einem Flug nach Taipeh-Songshan 20 Kilometer südlich des Flughafens auf einer Höhe von 300 Metern in einen Hügel geflogen. Die vorgeschriebene Flughöhe lag bei 640 bis 770 Metern. Das Flugzeug befand sich auf einem Positionierungsflug, weshalb nur vier Besatzungsmitglieder an Bord waren, von denen niemand überlebte (siehe auch TransAsia-Airways-Flug 510A).[10]

- Am 21. Dezember 2002 aktivierte sich in einer ATR 72-200 der taiwanischen TransAsia Airways (B-22708), die einen Frachtflug von Taipeh-Chiang Kai Shek nach Macau (China) durchführte, die Überziehwarnanlage. Die Besatzung deaktivierte daraufhin den Autopiloten und versuchte, das Flugzeug unter Kontrolle zu halten, es kam jedoch zu einem Strömungsabriss und die Maschine stürzte 17 Kilometer südwestlich von Magong (Penghu-Inseln, Taiwan) ins Meer. Es stellte sich heraus, dass es im Flug zu einer Vereisung gekommen war, die Besatzung hatte sich zudem nicht mit dem Handbuch für das Vorgehen bei Flügen unter derartigen Bedingungen vertraut gemacht. Beide Piloten kamen ums Leben. (siehe auch TransAsia-Airways-Flug 791).[11]

- Am 6. August 2005 musste die Flugbesatzung einer ATR 72-200 der Fluggesellschaft Tuninter (TS-LBB) vor der Küste Siziliens notwassern, 26 Kilometer vom Flughafen Palermo-Punta Raisi entfernt. Unfallursache war ein am Tag zuvor falsch eingebauter Tankfüllstandsanzeiger. Der für die kleinere ATR 42 vorgesehene Anzeiger hatte statt eines leeren Tanks einen vollen Tank angezeigt, sodass die Maschine mit lediglich 570 kg (statt 3000 kg) Kerosin von Bari in Richtung Djerba gestartet war. Bei der Notwasserung im Mittelmeer starben 16 der 39 Personen an Bord (siehe auch Tuninter-Flug 1153).[12]

- Am 4. August 2009 kam eine ATR 72-200 der Bangkok Airways (HS-PGL) aus Krabi bei der Landung auf Ko Samui von der Landebahn ab und prallte gegen den Kontrollturm. Der Flugkapitän wurde getötet, 41 Menschen wurden verletzt (siehe auch Bangkok-Airways-Flug 266).[13][14]

- Am 4. November 2010 gegen 17:45 Uhr stürzte eine ATR 72-212 der kubanischen Aerocaribbean (CU-T1549) in der Nähe der Stadt Guasimal in der zentralkubanischen Provinz Sancti Spíritus ab. Sie war auf dem Weg von Santiago de Cuba in die Hauptstadt Havanna. Alle 68 Menschen an Bord kamen ums Leben. Die Unfallursache war vermutlich Tragflächenvereisung (siehe auch Aerocaribbean-Flug 883).[15][16]

- Am 17. Juli 2011 wurde eine ATR 72-212 der irischen Aer Arann (EI-SLM) beim zweiten Landeversuch auf dem Flughafen Shannon (Irland) irreparabel beschädigt. Die Maschine schlug in starken Turbulenzen mit dem Bugfahrwerk zuerst heftig auf der Landebahn auf, woraufhin dieses zusammenbrach und der Rumpfbug ebenfalls aufschlug. Alle 25 Insassen, vier Besatzungsmitglieder und 21 Passagiere, überlebten den Unfall.[17]

- Am 2. April 2012 stürzte eine ATR 72-200 der russischen Fluggesellschaft UTair (VP-BYZ) gegen 07:33 Uhr Ortszeit auf dem Weg von Tjumen nach Surgut (Russland) beim Versuch einer Notlandung kurz nach dem Start ab. Der Absturzort lag etwa 1,4 nautische Meilen hinter dem Ende der Startbahn, etwa 45 Kilometer entfernt von Tjumen.[18] Von den 43 Insassen kamen 33 ums Leben. Als Absturzursache wird auch hier die Vereisung der Tragflächen angegeben. Darüber hinaus hatten weitere Faktoren, wie die Ausbildung der Besatzung und des Bodenpersonals, zu dem Unfall geführt (siehe auch UTAir-Flug 120).[19]

- Am 16. Oktober 2013 wurde eine von Vientiane kommende ATR 72-600 der Lao Airlines (RDPL-34233) im Anflug auf den Flughafen Pakse (Laos) bei schlechten Wetterbedingungen in den Mekong geflogen. Alle 49 Insassen (44 Passagiere und 5 Besatzungsmitglieder) kamen dabei ums Leben (siehe auch Lao-Airlines-Flug 301).[20][21]

- Am 23. Juli 2014 wurde eine von Kaohsiung (Taiwan) kommende ATR 72-500 der taiwanischen TransAsia Airways (B-22810) im Anflug auf den Flughafen Magong bei schlechten Wetterbedingungen etwa 800 Meter nordöstlich des Flughafens in ein Wohngebiet geflogen. Die Unfallart war ein Controlled flight into terrain (CFIT). Von den 58 Insassen (54 Passagiere und 4 Besatzungsmitglieder) kamen 48 ums Leben (siehe auch TransAsia-Airways-Flug 222).[22][23]

- Am 4. Februar 2015 stürzte eine ATR 72-600 der taiwanischen TransAsia Airways (B-22816) kurz nach dem Start vom Flughafen Taipeh-Songshan ab, kollidierte mit einem Taxi und einer Brücke und fiel in den Keelung-Fluss. Die Piloten hatten kurz nach dem Abheben Mayday und den Ausfall eines Triebwerks gemeldet. Bei einer ersten Auswertung des Flugschreibers wurde festgestellt, dass das rechte Triebwerk durch Flammabriss ausgefallen und das linke Triebwerk kurz danach von den Piloten – aus Versehen – manuell abgeschaltet worden war. Der Versuch, dieses Triebwerk wieder zu starten, misslang, so dass es zum Strömungsabriss kam.[24][25][26] Es gab 43 Tote und 15 Überlebende aus der Maschine sowie 2 Leichtverletzte im Taxi auf der Brücke (siehe auch TransAsia-Airways-Flug 235).

- Am 18. Februar 2018 kollidierte eine ATR 72-212 der Iran Aseman Airlines (EP-ATS) auf dem Flug von Teheran-Mehrabad nach Yasudsch im Südwestiran mit 60 Passagieren und 6 Besatzungsmitgliedern an Bord mit einem Berg. Die Piloten hatten den Sinkflug unter die freigegebene Höhe von 17.000 Fuß und die Mindestsicherheitshöhe von 15.500 Fuß fortgesetzt, bis sie in einer Höhe von 13.120 Fuß in einen Berg flogen.[27] Alle 66 Insassen wurden getötet (siehe auch Iran-Aseman-Airlines-Flug 3704).[28][29][30]

- Am 24. November 2018 wurde eine ATR 72-212A der Pakistan International Airlines (AP-BKW) auf dem Flughafen Karachi (Pakistan) von einem Mechaniker irreparabel beschädigt. In einem Triebwerksprüfstand wurde zunächst maximaler Umkehrschub gegeben, woraufhin sich das Flugzeug 3 Meter nach hinten bewegte. Durch falsche Betätigung der Triebwerkshebel begann es dann, sich nach vorne zu bewegen. Da die Bremsen vorher nicht entlüftet worden und daher wirkungslos waren und die Bremsklötze kleiner als vorgeschrieben waren, rollte die Maschine immer weiter. Zunächst rammte die linke Tragflächenspitze die Frontscheibe einer geparkten Boeing 737 der Shaheen Air International. Beim Weiterrollen schlug sie in den Radom (Antennenkuppel) im Bug einer weiteren geparkten Boeing 737 ein. Dann bohrte sich der rotierende linke Propeller in den Rumpf eines weiteren geparkten Flugzeugs hinein und das Flugzeug kam schließlich nach etwa 140 Metern zum Stillstand. Personen kamen nicht zu Schaden. Im Untersuchungsbericht wurden auch die mangelhaften Verfahren, fehlende Aufsichten und nicht vorhandene Qualifikation des Wartungspersonals kritisiert.[31]

- Am 15. Januar 2023 stürzte eine ATR 72-500 der nepalesischen Yeti Airlines beim Anflug auf den Internationalen Flughafen Pokhara, den zwei Wochen zuvor am 1. Januar 2023 in Betrieb gegangenen zweiten Flughafen der Stadt Pokhara (Nepal), ab. Dabei kamen alle 72 Insassen der Maschine ums Leben. Der Unfall war somit der bisher (Juli 2023) schwerste Unfall mit einer ATR 72.[32][33] An Bord befanden sich 68 Passagiere, darunter mindestens 15 ausländische Staatsangehörige, und vier Besatzungsmitglieder (siehe auch Yeti-Airlines-Flug 691).[34]

- Am 9. August 2024 stürzte eine ATR 72-500 der brasilianischen VoePass Linhas Aéreas (PS-VPB) auf ihrem Regionalflug von Cascavel (Brasilien) zum Flughafen São Paulo–Guarulhos im Bundesstaat Sao Paulo bei Vinhedo ab. Alle 62 Insassen, vier Crew-Mitglieder und 58 Passagiere starben. Beobachtet und auf verschiedenen Amateurvideos aufgezeichnet wurde ein anhaltendes Flachtrudeln vor dem Aufprall.[35] Nach einem ersten Zwischenbericht zur Unfallursache deutet einiges auf Probleme mit Flugzeugvereisung hin, welche zum Strömungsabriss und Flachtrudeln führten (siehe auch VoePass-Linhas-Aéreas-Flug 2283).[36][37][38]

## Technische Daten

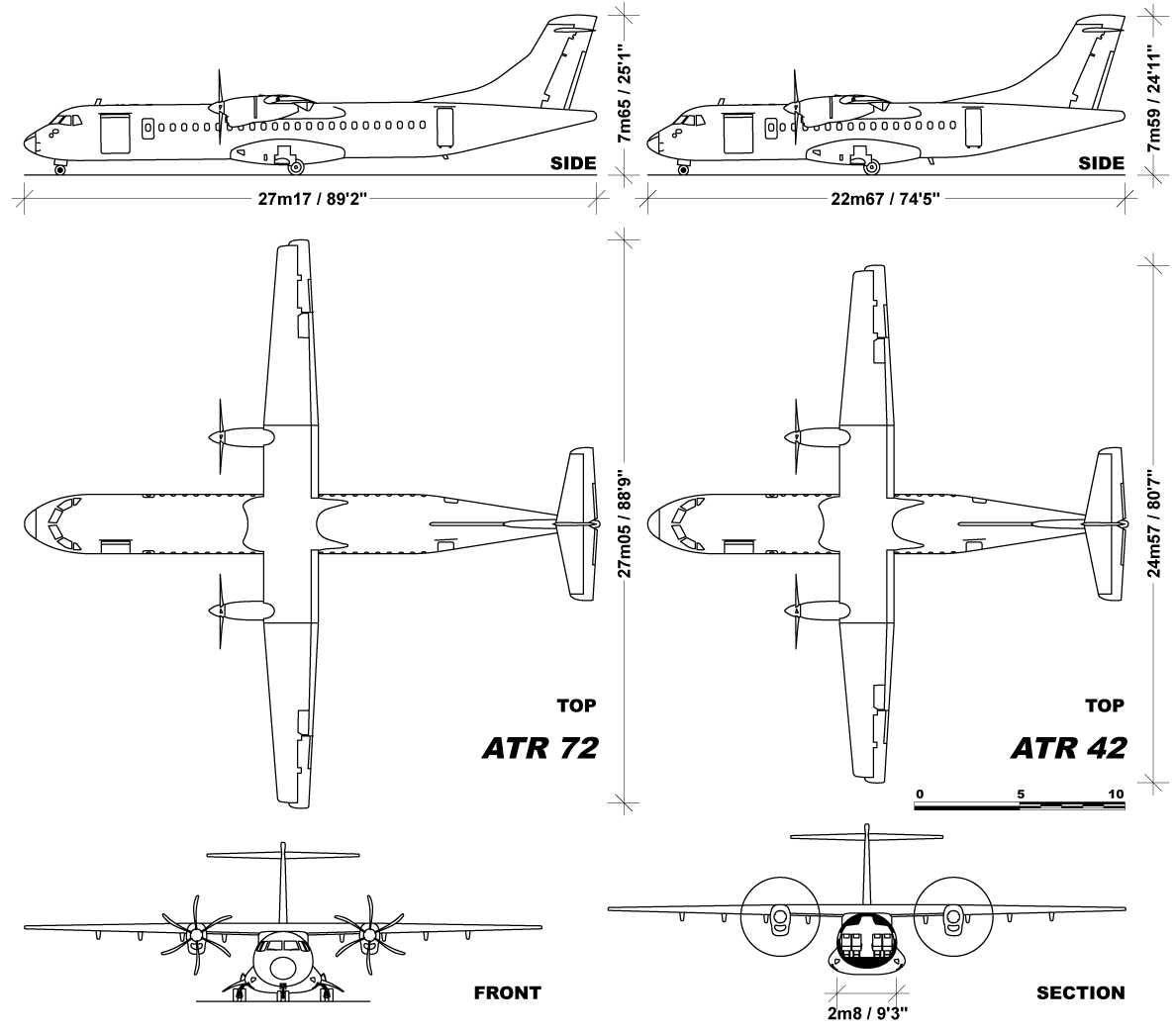
ATR 72 und ATR 42

| Kenngröße               | ATR 72-200                                | ATR 72-210                                | ATR 72-500                                | ATR 72-600                                |
| ----------------------- | ----------------------------------------- | ----------------------------------------- | ----------------------------------------- | ----------------------------------------- |
| Sitzplätze (Abstand)    | 66 (79 cm)                                | 66 (79 cm)                                | 68 (79 cm)                                | 72 (73 cm)                                |
| Länge                   | 27,16 m                                   | 27,16 m                                   | 27,16 m                                   | 27,16 m                                   |
| Spannweite              | 27,05 m                                   | 27,05 m                                   | 27,05 m                                   | 27,05 m                                   |
| Höhe                    | 07,65 m                                   | 07,65 m                                   | 07,65 m                                   | 07,65 m                                   |
| Kabinenbreite           | 02,57 m                                   | 02,57 m                                   | 02,57 m                                   | 02,57 m                                   |
| Kabinenhöhe             | 01,91 m                                   | 01,91 m                                   | 01,91 m                                   | 01,91 m                                   |
| Leermasse               | 13.000 kg                                 | 13.000 kg                                 | 13.500 kg                                 | 13.600 kg                                 |
| max. Startmasse         | 22.000 kg                                 | 22.000 kg                                 | 22.500 kg                                 | 23.000 kg                                 |
| max. Nutzlast           | 07.000 kg                                 | 07.000 kg                                 | 07.000 kg                                 | 07.400 kg                                 |
| max. Treibstoffzuladung | 05.000 kg                                 | 05.000 kg                                 | 05.000 kg                                 | 05.000 kg                                 |
| Treibstoffverbrauch     | 720 kg/h                                  | 760 kg/h                                  | 762 kg/h                                  | 650 kg/h                                  |
| Geschwindigkeit         | 515 km/h                                  | 517 km/h                                  | 510 km/h                                  | 500 km/h                                  |
| Reichweite              | 1.597 km                                  | 1.465 km                                  | 1.430 km                                  | 1.370 km                                  |
| Triebwerke              | zwei Turboprop von Pratt & Whitney Canada | zwei Turboprop von Pratt & Whitney Canada | zwei Turboprop von Pratt & Whitney Canada | zwei Turboprop von Pratt & Whitney Canada |
| Triebwerke              | PW124 à 1765 kW (2400 PS)                 | PW127 à 2022 kW (2750 PS)                 | PW127F à 2022 kW (2750 PS)                | PW127M à 2022 kW (2750 PS)                |
| Propeller               | 4-Blatt Hamilton Standard                 | 4-Blatt Hamilton Standard                 | 6-Blatt Hamilton Standard                 | 6-Blatt Hamilton Standard                 |
| Startstrecke            | 1.409 m                                   | 1.211 m                                   | 1.224 m                                   | 1.315 m                                   |
| Landestrecke            | 1.036 m                                   | 902 m                                     | 899 m                                     | 915 m                                     |